# William Brooks (Architekt)
William Brooks (* 1786; † 11. Dezember 1867 in Headington) war ein britischer Architekt.
Brooks Ausbildung erfolgte bei David Riddall Roper (~1774–1855) sowie an den Royal Academy Schools, die er seit 1808 besuchte. Dementsprechend stellte er von 1803 bis 1815 in der Royal Academy of Arts aus. Howard Colvin bezeichnet Brooks in seinem Biographical Dictionary of British Architects als enthusiastischen Nonkonformisten sowie Antipapisten, außerdem als Abolitionisten und leidenschaftlichen Leserbriefverfasser.
Brooks war Mitglied der Worshipful Company of Goldsmiths, einer der Twelve Great Livery Companies der City of London.
Aufgrund seines schlechten Gesundheitszustandes setzte er sich früh zu Ruhe.
William Brooks war seit dem 16. Dezember 1811 mit Elizabeth, der ältesten Tochter von William Sabine aus Islington verheiratet,  Aus der Ehe gingen mehrere Kinder hervor, darunter C. W. Shirley Brooks (1816–1874), Herausgeber des Punch.
Die Finsbury Chapel und das 1815 bis 1819 errichtete Gebäude der London Institution gelten als seine Hauptwerke. Beide Gebäude wurden abgerissen. Als seine Schüler werden Charles Dyer (1794–1848) sowie Leonard Wild Lloyd (~1802–1868) angegeben.

## Gebäude (Auswahl)
in London
- Finsbury Chapel, Finsbury Circus/Ecke Bloomsfield Street (1826 eröffnet, abgerissen ?)
- London Institution (1815–1819; 1936 abgerissen), Finsbury Circus

in Dudley, Worcestershire
- St. Thomas (1816/17), im Stil des Gothic Revival[4][5]

in Bristol
- The Female Orphan Asylum (später: Salvation Army Home)

in Islington
- College of the Church Missionary Society (circa 1828; abgerissen)

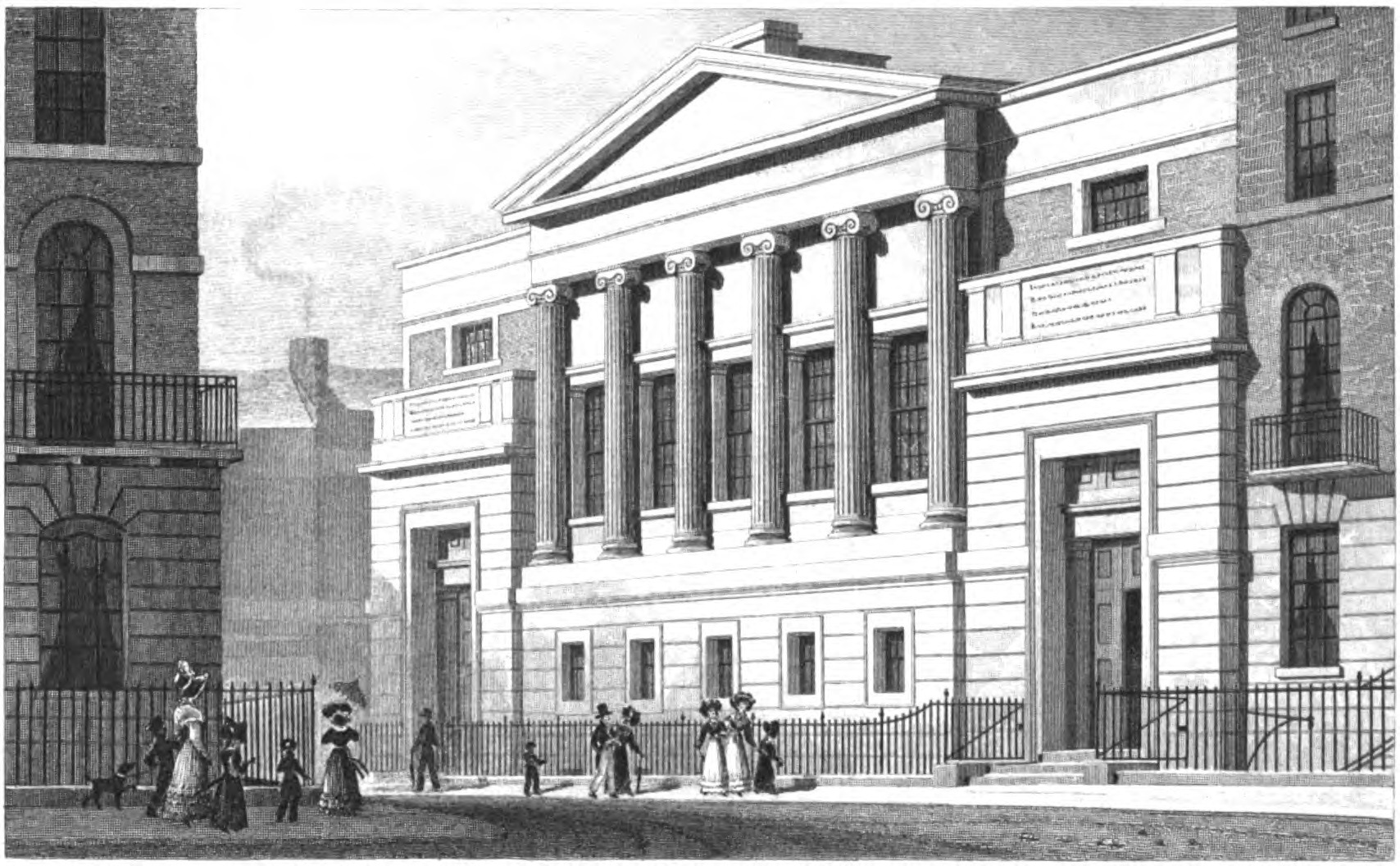
Fassade der Finsbury Chapel, Stahlstich von Thomas Barber
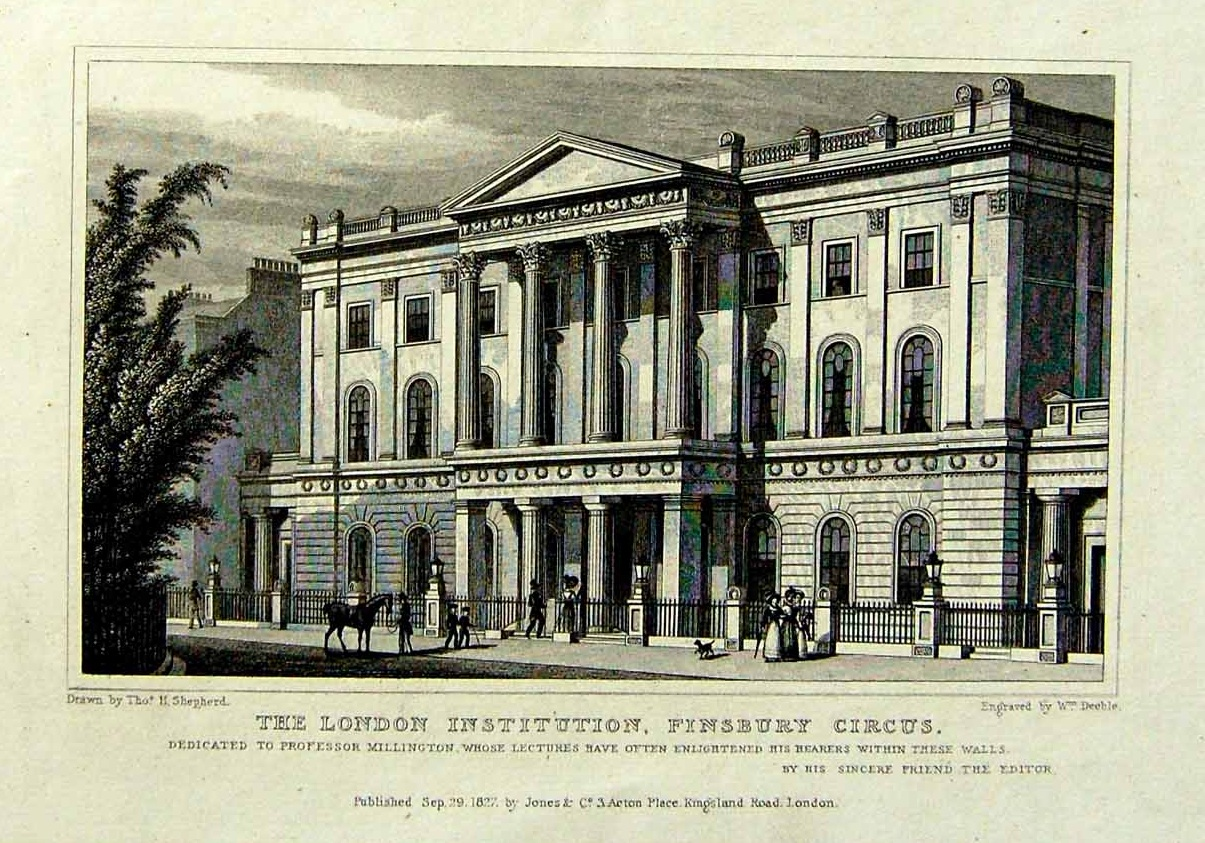
London Institution
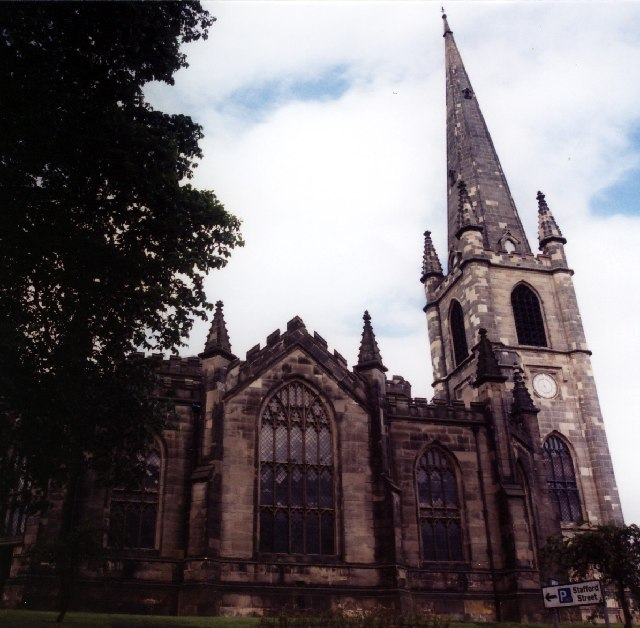
St. Thomas Church, Dudley